# Nemexia (botanique)
Genre
Classification phylogénétique
Nemexia est un genre de plantes qui comprendrait des herbacées vivaces auparavant classées dans le genre Smilax (le genre de la salsepareille).
Néanmoins, ce genre ne semble plus être reconnu à l'heure actuelle. Certains auteurs considèrent ce taxon Nemexia comme un sous-genre ou une section du genre Smilax.